# Mustafa Denišlić
Mustafa Denišlić (pravděpodobně 1. května 1878 Sarajevo, Osmanská říše – 8. září 1941 Sarajevo, Nezávislý stát Chorvatsko) byl bosenskohercegovský lékař bosňáckého původu.

## Životopis
V rodném městě navštěvoval mekteb a ruždii, islámské základní školy, nato absolvoval vyšší gymnázium (maturoval 1899). Na Vídeňské univerzitě roku 1905 dokončil studium lékařství. Byl prvním muslimem z Bosny a Hercegoviny, který získal titul doktora lékařství.
Mezi lety 1905 a 1908 pracoval v Zemské nemocnici v Sarajevu, od 1. srpna 1908 byl sarajevským obecním lékařem a poté i fyzikem (hygienikem). Od 26. března 1938 byl vedoucím sarajevského městského odboru zdravotnictví. Vedle toho byl internátním lékařem Šarí‘atské soudní školy, Vakufského sirotčince a Šarí‘atského gymnázia.
Denišlić byl rovněž aktivní v muslimském spolkovém životě. V akademickém roce 1903/1904 byl předsedou nově založeného muslimského akademického spolku Zvijezda (Hvězda). Dále byl členem sdružení Gajret (Úsilí) a později Narodna uzdanica (Lidová opora). Hlavní odbor Gajretu opustil roku 1908 pro neshody s jeho místopředsedou Hasanem Hodžićem. Roku 1910 kandidoval v prvních volbách do bosenského zemského sněmu, saboru, za Muslimskou samostatnou stranu, ale jeho protikandidát z řad Muslimské národní organizace získal drtivou převahu.
Mustafa Denišlić se oženil se Zulejhou, dcerou sarajevského obchodníka Ismet-agy Merhemiće. Manželka a jeho dcery Hajrija a Adila zemřely během německého bombardování Sarajeva 13. dubna 1941. Neštěstí přežila nejstarší dcera Emira, která na Vídeňské univerzitě završila studium lékařství. O několik měsíců později sám podlehl angině pectoris.